# Halmstad Hammers HC
Pour les articles homonymes, voir Halmstad (homonymie).
Le Halmstad Hammers HC est un club de hockey sur glace de Halmstad en Suède. Il évolue en Hockeyettan, troisième échelon suédois.

## Historique
Il a été créé en novembre 2005 après que le club local sous le nom de Halmstad Ungdom Hockey Club, le Halmstad Hammers HC ait cessé ses activités. En 2009, il accède à la Hockeyettan. Depuis 2017, le club a repris le nom historique de l'ancien club de la ville.

## Palmarès
- Aucun titre.